# Frederick Lugard
Frederick John Dealtry Lugard, primer barón de Lugard, (Madrás, 22 de enero de 1858 - Dorking, 11 de abril de 1945), conocido como sir Frederick Lugard entre 1901 y 1928, fue un soldado, mercenario, explorador de África y administrador colonial británico. Fue gobernador de Hong Kong (1907-1912), el último gobernador del Protectorado de Nigeria del Sur (1912-1914), el primer alto comisario (1900-1906) y el último gobernador (1912-1914) del Protectorado de Nigeria del Norte, y el primer gobernador-general de Nigeria (1914-1919).

## Biografía

### Primeros años y formación
Lugard nació en la ciudad india de Madrás (actualmente Chennai), pero creció en Worcester, Inglaterra. Era hijo del reverendo Frederick Grueber Lugard, un capellán del Ejército británico en Madrás, y su tercera esposa Mary Howard (1819-1865), la hija más joven del reverendo John Garton Howard (1786-1862), a su vez el benjamín de una familia terrateniente de Thorne y Melbourne, cerca de York. Lugard recibió su educación en el Rossall School y la Real Academia Militar de Sandhurst. Su tercer nombre, Dealtry, era en honor de Thomas Dealtry, un amigo de su padre.

### Carrera militar
En 1878, Lugard fue destinado al Noveno Regimiento de Tierra East Norfolk y se unión al segundo batallón en la India. Desde entonces serviría en la segunda guerra anglo-afgana (1878-1880), la campaña de Sudán (1884-1885) y la tercera guerra anglo-birmana (noviembre de 1885), por lo que recibió la Orden del Servicio Distinguido en 1887. Tras un prometedor comienzo, su carrera militar quedó en segundo plano cuando se enamoró de una británica a la que conoció en la India; al enterarse de que había resultado herida en un accidente, Lugard abandonó su asignación en Burma para unirse a ella en Lucknow y posteriormente seguirla a Inglaterra. No obstante, la relación duraría poco tiempo, por lo que decidió buscar mejor fortuna en África.

### La guerra de Karonga
En torno a 1880, un grupo de comerciantes suajilis establecidos en el valle del Luangwa (región donde abundaban los elefantes) envió a uno de los suyos, Mlozi bin Kazbadema, natural de Ujiji, como agente en el área al noroeste del lago Malaui. El grupo dirigido por Mlozi estableció un campamento cerca de la colina de Mbande, centro del jefe supremo de los Ngonde, unos 24 kilómetros al interior desde el lago, y una palanca en Chilumba, junto al lago, a través del que transportarían marfil y esclavos. A estos emplazamientos siguieron otros desde los que continuaron con el comercio de marfil. En 1883, la African Lakes Company creó una base en Karonga con el fin de intercambiar el marfil suajili por bienes comerciales, iniciativa igualmente aprovechada por Mlozi.
Con el tiempo las relaciones entre ambos grupos se deterioraron, en parte debido a los atrasos de la compañía o sus reticencias a la venta de armas, munición y otros bienes comerciales; y también por la creciente agresividad (ataques, captura de esclavos) de los comerciantes suajilis hacia las comunidades que la compañía había prometido proteger. En consecuencia, a mediados de 1887 estallaron las hostilidades, el conjunto de enfrentamientos armados conocido como la «guerra de Karonga» (por la elevación homónima), que se prolongarían durante aproximadamente dos años.
La compañía evacuó su almacén en Karonga a finales de 1887, pero, en mayo del año siguiente, el capitán Lugard, convencido por el cónsul británico en Mozambique, llegó para liderar una expedición contra Mlozi, financiada por la African Lakes Company, pero sin apoyo oficial del Gobierno británico. La primera expedición de Lugard, entre mayo y junio de 1888, atacó las palancas suajilis con un éxito limitado; durante una de las ofensivas, el propio Lugard sufrió una herida y se retiró al sur. Entre diciembre de ese mismo año y marzo del siguiente, los británicos emprendieron una expedición mayor que, a pesar de contar con un cañón 7-pounder Mk IV, tampoco logró atravesar los muros de la palanca. Tras este nuevo fracaso, Lugar abandonó la región del lago Malaui por Gran Bretaña en abril de 1889.

### Exploración de África Oriental

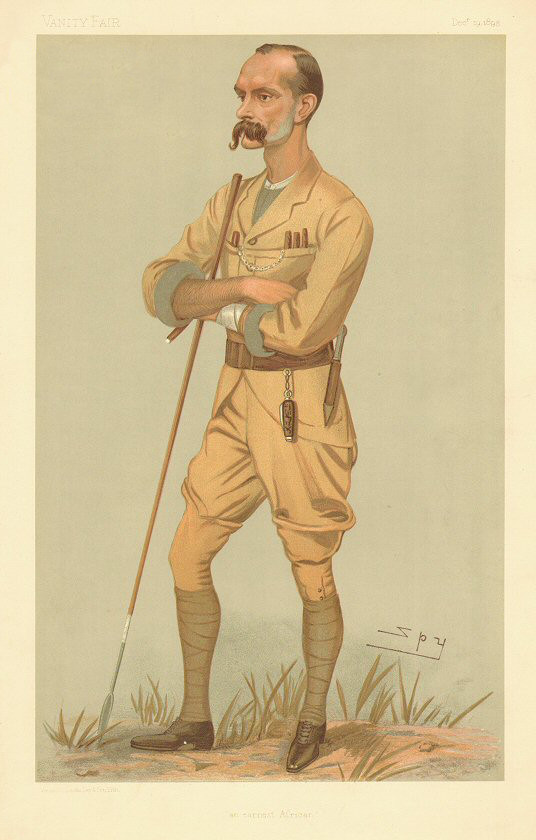
«An earnest African» ('Un serio africano' o 'Un africano formal'). Caricatura de Lugard por Spy para la revista británica Vanity Fair, 19 de diciembre de 1895.

Después de marcharse de Nyasalandia en abril de 1889, Lugar aceptó un cargo en la Compañía Imperial Británica de África Oriental (IBEAC, en inglés) y ese diciembre llegó a Mombasa, en la costa índica. La IBEAC estaba interesada en abrir una ruta comercial entre el lago Victoria, en Uganda, y el puerto de Mombasa; deseo que ahora podrían cumplir, pues un año antes la IBEAC había recibido una carta real de la reina Victoria para explotar la «esfera de influencia británica» entre Zanzíbar y Uganda. Su primer puesto comercial en el interior fue el de Machakos, a unos 400 kilómetros de la costa, pero la ruta terrestre tradicional consistía en una peligrosa travesía a través del desierto de Taru, 150 kilómetros de arena abrasadora.
La primera misión de Lugard era determinar la viabilidad de una ruta desde Mombasa hasta Machakos que evitase el desierto. Con este fin exploró el río Sabaki y la región adyacente; además elaboró un esquema para la emancipación de los esclavos retenidos por los árabes en la isla de Unguja.
En agosto de 1890, viajó a pie desde Mombasa hasta Uganda para asegurar el predominio británico frente a la influencia alemana en la región, y puso fin a los conflictos entre las distintas facciones del reino de Buganda. Durante el trayecto, Lugard aprendió a negociar tratados con las tribus locales y a construir fuertes para garantizar paso seguro a las futuras expediciones de la IBEAC. La compañía utilizaba los documentos oficiales de los tratados, firmados por su administrador y los líderes locales, pero Lugard prefería la ceremonia de la hermandad de sangre y estableció numerosos lazos de este tipo con los jefes de los territorios entre Mombasa y Uganda. En octubre de 1890, durante una parada en Dagoretti, territorio kikuyu, selló una de sus famosas hermandades con el jefe Waiyaki Wa Hinga.
Lugard fue administrador militar de Uganda entre el 26 de diciembre de 1890 y mayo de 1892. Mientras ejercía este cargo, aprovechó para viajar alrededor de las montañas Rwenzori y el lago Eduardo; de este modo cartografió gran parte de la región. También se acercó hasta el lago Alberto, desde donde trasladó a varios miles de sudaneses afectados por la expedición en auxilio de Emin Pasha. Cuando regresó a Inglaterra en 1892, Lugard logró disuadir al primer ministro William Gladstone del permiso a la IBEAC para abandonar Uganda.

### Servicio colonial temprano
En 1894, la Real Compañía del Níger envió a Lugard al puesto comercial de Borgu, donde firmó tratados con los reyes y jefes locales que reconocían la soberanía de la compañía británica, mientras reducía la influencia de otras potencias coloniales —caso de Francia, que también aspiraba a controlar el territorio—. Entre 1896 y 1897, Lugard lideró una expedición al lago Ngami en nombre de la British West Charterland Company; no obstante, el Gobierno británico lo trasladó a África Occidental para crear una fuerza nativa capaz de defender los intereses británicos en el Hinterland de la colonia de Lagos y Nigeria contra los ataques franceses. En agosto de 1897, Lugard organizó la Fuerza Fronteriza de África Occidental (West African Frontier Force), y la dirigió hasta el final de diciembre de 1899, una vez se habían zanjado las disputas con la ratificación de la Convención entre Gran Bretaña y Francia de 1898.
Tras abandonar el mando de la Fuerza Fronteriza, Lugard fue nombrado alto comisario (high commissioner) del recién creado Protectorado de Nigeria del Norte. A modo de presentación se realizó un acto oficial en el monte Patti, Lokoja, donde leyó la proclamación que establecía el protectorado el 1 de enero de 1900. Por aquel entonces, la porción de Nigeria bajo control efectivo era pequeña y la organización de este vasto territorio se complicó aún más con la negativa del sultán de Sokoto y muchos otros príncipes fulbes a cumplir con sus obligaciones de los tratados. El control sobre el protectorado al completo no sería posible hasta 1903, una vez derrotados militarmente el emir de Kano y el sultán de Sokoto. Lugard dimitió en 1906, tras su nombramiento como Compañero de la Orden del Baño (CB) en 1901.

### Gobernador de Hong Kong
Alrededor de un año después de haber renunciado a su cargo en Nigeria del Norte, Lugard fue nombrado «gobernador y comandante en jefe de la colonia de Hong Kong», puesto que mantuvo hasta marzo de 1912. Durante este período propuso devolver Weihaiwei al Gobierno chino a cambio de la cesión en perpetuidad de los Nuevos Territorios; sin embargo, la propuesta apenas tuvo trascendencia. 
Una de las medidas más importantes adoptadas por Lugard fue la fundación de la Universidad de Hong Kong en 1911. La recepción por parte de las compañías británicas locales e imperiales la Colonial Office no fue excesivamente positiva; esta última llegaría a denominarla «el cordero mascota de sir Frederick». La intención de Lugard era crear una ciudadela de educación superior que actuase como el principal portador de la cultura occidental en Oriente; por otra parte, también permitiría competir con los centros que otras potencias habían establecido en el continente, por ejemplo, el Colegio Médico de Tongji, iniciativa alemana. La financiación del proyecto corrió a cargo de un fondo de donaciones nutrido por empresarios como Hormusjee Naorojee Mody, un parsi indio con negocios en Hong Kong y buen amigo de Lugard, que contribuyó con 150 000 HKD para la construcción y 30 000 HKD para otros costes; el propio Gobierno de Hong Kong, con un emplazamiento en West Point, y el sector privado del sur de China, ambos favorables al aprendizaje de los avances tecnológicos vinculados a la industrialización (los «secretos del éxito de Occidente»); y otros donantes, como el Gobierno británico o la compañía HSBC.
Ese mismo año también fue nombrado Caballero Gran Cruz de la Orden de San Miguel y San Jorge (GCMG) por el rey Jorge V.

### Gobernador de Nigeria
En 1912, Lugard regresó a Nigeria como gobernador de los dos protectorados; su misión era juntar las dos colonias en una. A pesar de la controversia en Lagos, donde se opuso gran parte de la clase política y la opinión pública, el resto de la región no presentó mayores dificultades. Lugard prestó poca atención a estas protestas, pues tampoco creía que fuese necesario el consenso de los habitantes en este asunto. Así, entre 1914 y 1919 sirvió como gobernador general de la ahora única colonia de Nigeria.
Muchas de las actitudes y acciones de Lugard como gobernador, desde el permiso tácito a la esclavitud entre la elite familiar tradicional o su animadversión hacia los africanos educados y sofisticados de las regiones costeras, se explican en la tradición racista, paternalista y burocrática del colonialismo europeo de finales del siglo xix. Uno de los pilares de este pensamiento era precisamente la idea de que existía un «carácter» africano, oriental, indio —o de cualquier otra unidad colectiva no europea—, que impedía una equiparación plena con los europeos. Con ayuda de su esposa, Flora Shaw, Lugard confeccionó un relato que por muchos años impregnó la comprensión de su propia figura, la Nigeria colonial y el colonialismo. En su opinión, «el africano típico [...] es una persona feliz, frugal, temperamental; falta de autocontrol, disciplina y precaución; brava, cortés y educada por naturaleza; llena de vanidad personal, con poca veracidad; en resumen, las virtudes y los defectos de este tipo de raza son aquellos de los niños atractivos».
Su gestión fue absentista, pues pasaba la mitad de cada año en Inglaterra, donde las posibilidades de ascenso eran mayores, casi sin contacto con las realidades de África, y sus subordinados debían esperar a que regresara para tomar decisiones; al mismo tiempo, gobernaba sobre un sistema militar, como era común en los dominios coloniales.

### La Sociedad de las Naciones y el antiesclavismo
Entre 1922 y 1936, Lugard fue el representante británico en la Comisión Permanente de los Mandatos de la Sociedad de las Naciones, además de servir en la Comisión Temporal de la Esclavitud y organizar la Convención de la Esclavitud de 1926. Esta iniciativa suscitó una alarma inicial cuando fue propuesta al Gobierno británico, si bien tras sendas modificaciones la secundó y, finalmente, promulgó. Ya en sus últimos años, entre 1925 y 1941 participó en el Comité de Expertos de la Organización Internacional del Trabajo.

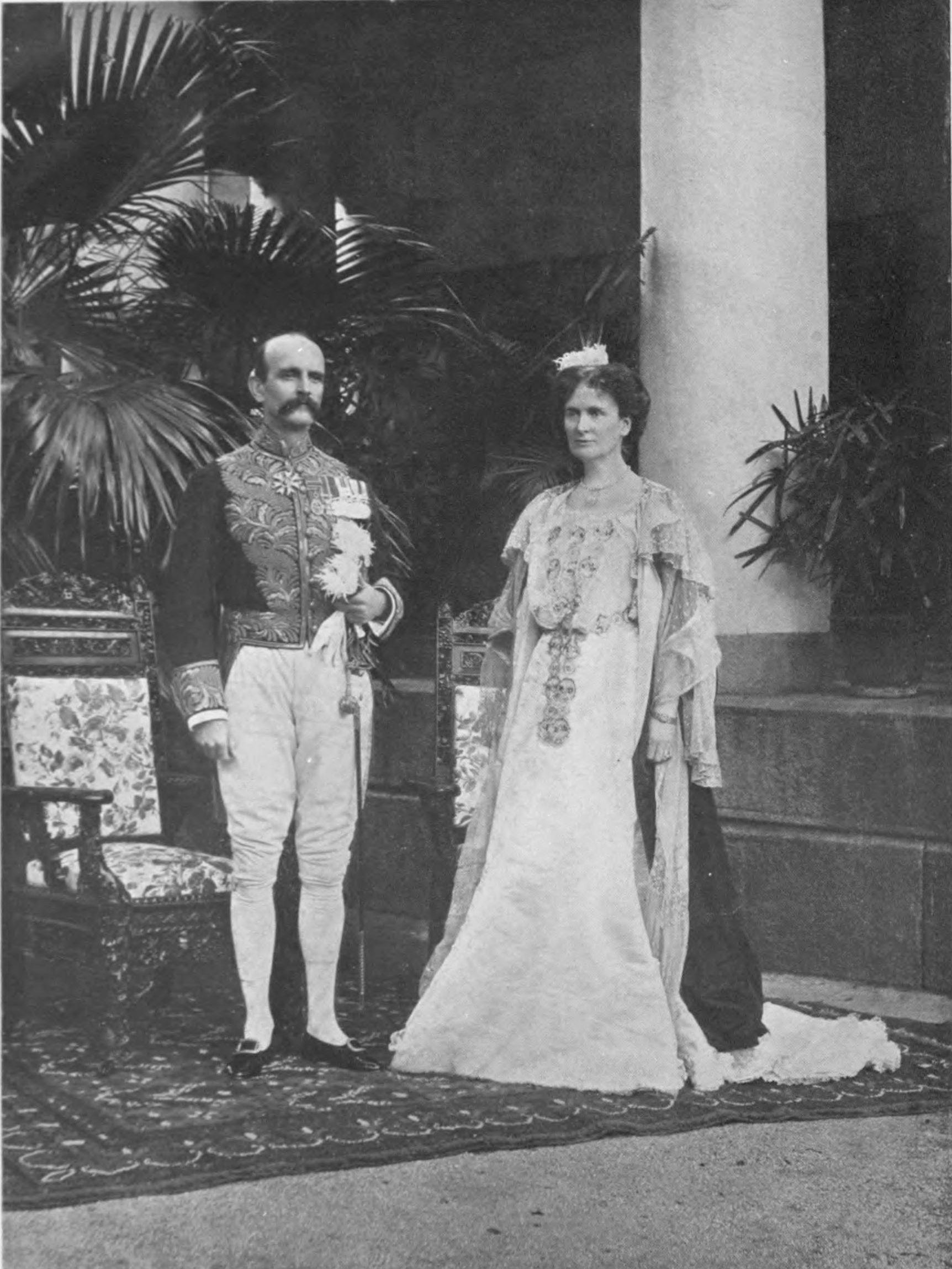
Retrato de lord y lady Lugard por el periodista Arnold Wright, 1908.

### Vida personal
Lugard se casó el 10 de junio de 1902 con Flora Shaw, hija del mayor general George Shaw y nieta de sir Frederick Shaw. Flora escribía para el periódico The Times y habría inventado el topónimo «Nigeria». Ella murió en enero de 1929, mientras que Lugard le sobrevivió dieciséis años, hasta el 11 de abril de 1945. Al no tener descendencia, su baronía desapareció.

## Pensamiento
El modus operandi de Lugard guardaba estrecha relación con sus teorías, cuyo mejor ejemplo escrito quizás sea su obra El mandato dual en el África tropical británica (1922). Su tema principal es el llamado «gobierno indirecto» (indirect rule) en el África colonial, un método de dominio en el que los gobernantes indígenas conservaban posiciones de autoridad, pero siempre bajo la supremacía del Estado colonial. Dentro de sus múltiples variantes, la aplicada en colonias como Uganda, Zanzíbar, Nyasalandia o Nigeria consistía en que los agentes coloniales, con competencias militares si fuese necesario, decidieran los asuntos políticos tras una fachada de gobierno dinástico.
En el primer capítulo, Lugard esboza las razones y métodos de la colonización británica de África. Entre algunas de sus justificaciones se encuentran una misión civilizatoria, la protección de los misioneros o la liberación de la tiranía de los jefes locales, así como de otras potencias; todas ellas correspondían al doble deber moral de las razas superiores: civilizador y económico. La idea del «mandato dual» reunía estos argumentos sobre dicha —supuesta— misión histórica mundial de tutela, que se articulaba en tres ámbitos: en la política, dado que los africanos eran incapaces de gobernarse a sí mismos; en la economía, porque debían aprender la ética del trabajo y la racionalidad del mercado; y en la cultura, pues no podían liberarse mediante su propia reflexión de sus malos hábitos, «supersticiones» y vicios morales.
Por tanto, también era vital que Gran Bretaña controlase las áreas sin reclamar y sus recursos ante el Imperio alemán, Portugal o Francia. Las potenciales ganancias comerciales a través de la exportación de recursos como la goma o la imposición fiscal sobre los indígenas eran enormes, pero también en el sector industrial, con suministros y fuerza de trabajo a bajo precio. Así, concluye Lugard, la colonización se había convertido en un «objetivo común» de las «naciones de Europa», parte de una tarea en la que cooperaban y competían; para mantener su posición hegemónica, Gran Bretaña debía liderar esta misión, pues su grandeza y el «genio de [su] raza» nacían de «colonizar, comerciar y gobernar».

## Honores
Entre los muchos honores imperiales recibidos a lo largo de su vida, Lugard fue nombrado Compañero de la Orden del Baño (CB) en 1895, Caballero Comendador de la Orden de San Miguel y San Jorge (KCMG) en 1901, posteriormente elevado a Caballero Gran Cruz (GCMG) en 1911. En 1920 ingresó en el Consejo Privado y en 1928 a la dignidad de par «por el nombre, estilo y título de Barón Lugard, de Abinger, en el Condado de Surrey».
La Royal Geographical Society le concedió su Medalla de Oro en 1902 por su persistente atención a la geografía africana.
Un busto de bronce, creado por Pilkington Jackson en 1960, se erige en la National Portrait Gallery de Londres.

## Obras publicadas
- The Rise of our East African Empire. Early Efforts in Nyasaland and Uganda, 2 vols., Edimburgo y Londres, William Blackwood and Sons, 1893.
- The Dual Mandate in British Tropical Africa, Edimburgo y Londres, William Blackwood and Sons, 1922.